# Сражение при Мансфилде
Сражение при Мансфилде (англ. The Battle of Mansfield), известное также как Battle of Sabine Crossroads, произошло 8 апреля 1864 года в приходе (округе) Де Сото, штат Луизиана, и было частью кампании Ред-Ривер во время американской гражданской войны. Армия Конфедерации под командованием Ричарда Тейлора атаковала федеральную армию Натаниэля Бэнкса в нескольких милях от города Мансфилд. Северяне не выдержали атаки и оставили поле боя. Сражение стало решающей победой Конфедерации, которая тем самым остановила наступление федеральной армии, вынудив её завершить кампанию Ред-Ривер.

## Предыстория
В конце марта объединённые силы армии и флота наступали вверх по Ред-Ривер с целью уничтожения армии Луизианы и захваты Шривпорта. 1 апреля они заняли Грин-Экор и Натчиточес. Отсюда флот двинулся далее вверх по реке, а сухопутная армия уклонилась в сторону от реки и двинулась на городок Мансфилд где, по данным Бэнкса, сконцентрировалась армия Тейлора.
Между тем Тейлор отступал вверх по реке, чтобы соединиться с подкреплениями из Техаса и Арканзаса. Он выбрал поле в нескольких милях южнее Мансфилда, где решил держать оборону. Он направил кавалерию, чтобы тревожить авангарды противника, а пехоту послал к выбранному полю.
Армия Бэнкса растянулась по длинной лесной дороге между Натчиточесом и Мансфилдом. Когда авангарды кавалерии наткнулись на противника, занявшего оборону в конце поля, они остановились и запросили поддержки пехоты. Выехав вперед, Бэнкс решил напасть на Тейлора в этом самом месте и приказал своей пехоте ускориться. Теперь все зависело от того, кто быстрее подтянет свои силы к полю боя.

## Силы сторон

### Силы Конфедерации
К началу сражения у Тейлора было примерно 9 000 человек. Это были: луизианско-техасская бригада генерала Альфреда Моутона, техасская пехотная дивизия генерала Джона Уолкера, техасская кавалерийская дивизия Томаса Грина и кавалерийская бригада полковника Уильяма Винсента. Тейлор также запросил 5 000 солдат из дивизии Томаса Черчилла и Мосби Парсонса, которые стояли лагерем в Кеачи, между Мансфилдом и Шривпортом. Эти части прибыли в конце дня, когда сражение уже началось. существует предположение, что на поле боя присутствовали какие-то части луизианского ополчения, но о их участии в бою ничего не известно.

### Силы Союза
К началу сражения федеральная армия состояла из кавалерийской дивизии генерала Альберта Ли (3 500 человек) и 4-й дивизии XIII корпуса под командованием полковника Уильяма Лэндрама (прим. 2 500 чел.). После начала сражения подошла 3-я дивизия XIII корпуса под командованием генерала Роберта Кемерона (1 500 чел.). К концу сражения наступающие части южан встретили подошедшую 1-ю дивизию XIX корпуса, которой командовал генерал Уильям Эмори (5 000 человек). XIII корпусом командовал Томас Рэнсом, в то время как генерал Уильям Франклин командовал XIX корпусом.